# Thierry Murat
Pour les articles homonymes, voir Murat.
Thierry Murat, né le 31 janvier 1966 à Périgueux, est un auteur de bande dessinée et un illustrateur français de livres pour la jeunesse.

## Biographie
Thierry Murat a passé son enfance à Bergerac en Dordogne. Après des études d’arts appliqués à Poitiers, il s'installe à Bordeaux à la fin des années 80 où pendant une dizaine d'années il travaille pour la communication visuelle. Au début des années 2000, il publie quelques albums jeunesse aux Éditions du Rouergue. En 2004, il se lance dans la bande dessinée adulte et publie, associé au scénariste Éric Corbeyran, son premier roman graphique (Éditions Delcourt) intitulé Elle ne pleure pas, elle chante qui est une adaptation du roman autobiographique d'Amélie Sarn. En 2009, il vit et travaille dans un petit village des Landes de Gascogne. 
À partir de 2010, il publie essentiellement aux Éditions Futuropolis avec notamment Les larmes de l'assassin (2011), librement adapté du roman éponyme d'Anne-Laure Bondoux puis l'adaptation en bande dessinée du roman Le Vieil Homme et la Mer d'Ernest Hemingway (2014).
En 2016, son roman graphique ÉtuŋwAŋ / Celui-Qui-Regarde, rencontre un écho favorable auprès des médias, et remporte plusieurs distinctions, notamment le prix du récit dessiné 2017 décerné par la SCAM. 
Après un an passé avec le philosophe Miguel Benasayag, à « décortiquer » et analyser la relation homme-machine, Thierry Murat publie en mai 2023 aux éditions Delcourt/La Découverte, un essai graphique Cerveaux augmentés (Humanité diminuée ?). Dans la continuité de ce travail critique, il expérimente dans un nouveau projet la génération d'images avec une intelligence artificielle générative. Sur un scénario écrit en 2020 qui porte un regard critique sur la numérisation du monde, Thierry Murat génère les images avec l'intelligence artificielle Midjourney. L'éditeur qui a signé le contrat pour cet ouvrage annule la parution, il publie donc initial_A. sous le label éditorial indépendant Log out.

## Publications

### Bande dessinée
- initial_A., Log Out, 2023.
- Cerveaux augmentés (Humanité diminuée ?), scénario Thierry Murat et Miguel Benasayag, dessin de Thierry Murat, La Découverte/Delcourt, 2023
- Ne reste que l'aube, Futuropolis, 2021.
- Animabilis, Futuropolis, 2018.
- ÉtuŋwAŋ / Celui-Qui-Regarde, Futuropolis, 2016.
- Le Vieil Homme et la Mer, adapté du roman éponyme d'Ernest Hemingway, Futuropolis, 2014.
- Au vent mauvais, scénario de Rascal, Futuropolis, 2013.
- Les Larmes de l'assassin, scénario et dessin de Thierry Murat, librement adapté du roman éponyme d'Anne-Laure Bondoux, Éditions Futuropolis, 2011.
- Le Poisson-chat, scénario d'Arnaud Floc'h, dessin de Thierry Murat, Delcourt, Collection « Mirages », 2008.
- Woody Guthrie, scénario et dessin de Thierry Murat, Éditions Nocturne, Collection « BD music », 2006.
- Ysoline “Comme un poisson dans l'eau !”, scénario de Rascal, dessin de Thierry Murat, Delcourt, Collection « Jeunesse », 2006.
- Elle ne pleure pas, elle chante, scénario d'Éric Corbeyran d'après le roman d'Amélie Sarn, dessin de Thierry Murat, Delcourt, Collection « Mirages », 2004.

### Livre pour la jeunesse
- Pensées en suspension et autres points, texte de Thomas Scotto, illustrations de Thierry Murat, Éditions l'Édune, 2010.
- Dieux - texte de Thierry Dedieu, illustrations de Thierry Murat, Éditions l'Édune, 2009.
- La lettre E (collection L'abécédaire), illustrations de Thierry Murat, Éditions l'Édune, 2007.
- Kontrol 42 - histoire de Régis Lejonc, illustrations de Thierry Murat, Éditions du Rouergue, 2002.
- Komunikation Zéro - histoire d'Henri Meunier, illustrations de Thierry Murat, Éditions du Rouergue, 2003.
- Otto Portrait - texte de Karine Mazloumian, illustrations de Thierry Murat, Éditions du Rouergue, 2002.

## Récompenses
- 2006 : Prix littéraire des lycéens et apprentis de la Région PACA pour Elle ne pleure pas elle chante[9]
- 2011 : Prix RTL de la BD du mois (février) pour Les Larmes de l'assassin[10]
- 2012 : Prix de la meilleure adaptation littéraire aux DBD Awards pour Les Larmes de l'assassin[11]
- 2012 : Prix littéraire des lycéens et apprentis de la Région Bourgogne pour Les Larmes de l'assassin[12]
- 2012 : Prix du jury œcuménique de la bande dessinée pour Les Larmes de l'assassin[13],[14]
- 2016 : Prix Château de Cheverny de la bande dessinée historique pour ÉtuŋwAŋ / Celui-Qui-Regarde[15]
- 2017 : Prix littéraire de la ville de Valognes pour Le Vieil homme et la mer[16]
- 2017 : Prix du récit dessiné décerné par la SCAM pour ÉtuŋwAŋ / Celui-Qui-Regarde[6]
- 2017 : Prix Prem1ère du roman graphique décerné par la RTBF pour ÉtuŋwAŋ / Celui-Qui-Regarde, dans le palmarès des prix Atomium à Bruxelles[17]